# Kaylee McKeown
Kaylee McKeown (Queensland, 12 de julho de 2001) é uma nadadora australiana, campeã olímpica.

## Carreira

### Tóquio 2020
McKeown conquistou a medalha de ouro nos Jogos Olímpicos de Verão de 2020 em Tóquio em três provas: 100 m costas, 200 m costas e revezamento 4×100 m medley. Além disso, conseguiu o bronze no medley misto.

### 2022
Em 19 de junho, obteve a prata nos duzentos metros medley do Campeonato Mundial de Esportes Aquáticos em Budapeste. Dois dias depois, ao lado de Matt Temple, Shayna Jack e Zac Stubblety-Cook, ficou na segunda colocação nos quatro por cem medley misto do mesmo evento. Em 24 e 25 de junho, ganhou mais duas medalhas em Budapeste: uma de ouro nos duzentos costas e uma de prata nos quatro por cem medley.
Em 13 de dezembro, conquistou o bronze e estabeleceu o novo recorde da Oceania nos duzentos medley do Mundial em Piscina Curta em Melbourne com o tempo de dois minutos, três segundos e 57 centésimos. No dia seguinte, obteve o titulo nos cem costas da mesma competição. Em 18 de dezembro, ainda em Melbourne, ganhou o ouro nos duzentos costas e a prata nos quatro por cem medley.

### 2023
Em 25 de julho, ficou na primeira colocação na final dos cem costas no Mundial em Fukuoka, estabelecendo o novo recorde do campeonato com o tempo de 57 segundos e 53 centésimos. No dia seguinte, disputou a decisão dos quatro por cem medley misto no mesmo evento, na qual sua equipe foi vice-campeã. Em 27 de julho, conquistou o título dos cinquenta costas. Dois dias depois, obteve o ouro nos duzentos costas, conseguindo o triplete desse nado no mesmo mundial. Ainda em Fukuoka, nadou com o time que alcançou a segunda posição nos 4x100 m medley.

### 2024
Em 30 de julho, ganhou novamente o título dos 100 m costas nos Jogos Olímpicos em Paris, além de quebrar a marca olímpica da prova.